# 頬

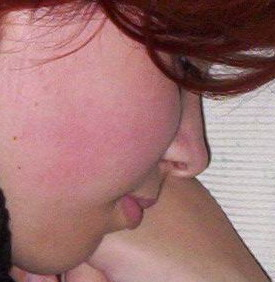
頬を側面から見たところ

頬（、英: cheek）は目より下で鼻・口から耳まで前後に広がる、柔らかな顔の部位である。

## 概要
頬は「ほほ」「ほっぺ」「ほっぺた」とも呼ばれる、顔面の部位である（#呼称と語源）。顔の前側面にある広く厚く柔らかい部位で、その範囲は高さが下まぶたから顎下、奥行きがほうれい線から耳の前までである。頬の一部は内側が口腔粘膜で覆われており、口腔の側壁を形成する（#構造）。頬は咀嚼・呼吸・コミュニケーションにおいて重要な働きを担っている（#機能）。顔の印象に大きな印象を与えることから、化粧・装飾・美術・親愛表現など、文化的な側面でも様々な役割を果たしている（#文化）。

## 呼称と語源
頬はほほ、ほっぺ、ほっぺたとも呼ばれる。
方言として、「ほっぺた」系統は東日本、「ほーべた（ら）」系統は西日本に多く見られる用例であった。「ほっぺた」のほうが新しく、江戸時代において江戸を中心に用いられ始めたと推定されている。また、稀な用例としては「びんた」がある。「ほっぺた」「ほーべた」の漢字表記は「頬辺」であり、もともとは「頬のあたり」を言う語である。
古語で「頬」にあたるのは「つら」であり、「つらの皮が厚い」「つら汚し」「横っつら」「つらを貸せ」などのかたちで現代にも引き継がれている。

## 構造
頬は下まぶたと頬骨弓を上方の、外鼻側壁と鼻唇溝を前方の、耳前部を後方の、下顎縁を下方の境界とし、前方は口唇と連続し鼻と接している。頬は顔面で最も広い部位であり、複数のサブ部位に分けうる。一例として筋構造などに基づき、下まぶた-頬骨周りの「眼窩下」、口腔周りの「頬下顎部」、耳に近い側面の「耳前部」に分けられる。頬骨弓の側頭寄りを更に分ける分類もある。
頬の中下部（頬下顎部）は口腔側壁を構成する。頬のこの部位は筋を芯とした分厚い構造体であり、外表面は皮膚が、内表面は口腔粘膜が覆っている。この部位では頬筋が主たる筋であり、筋収縮により頬は緊張が保たれ歯列へ押し付けられる（口筋）。齧歯類の多くの種（ネズミ、リス、など）や霊長類の一部の種（マカク、ヒヒ、など）は、食物を一時的に保持するための伸縮性に富んだ頬を具えており、これは頬袋（頬嚢）と呼ばれる。
頬の後部（耳前部）は下顎骨下顎枝を覆っており、内部には咬筋と耳下腺を含んでいる。耳前部の下寄り領域はエラとも俗称される。食物を食べたり、食べるところを想像すると唾液腺から唾液が放出されるが、頬を円をえがくようにマッサージしても口中に唾液が出る。おたふくかぜはこの領域の腫脹を特徴とする。
頬の上部（眼窩下部, 英: suborbital）は上顎骨の上顎骨体～頬骨突起と頬骨前下面を覆う。頬骨突起と頬骨が作る頬の角は皮膚の上からも突出部として見える。そこから少し下の領域は膨らみがあり（前方に凸であり）、光を当てる角度によっては明るく見える（参考: レンブラントライティング）。

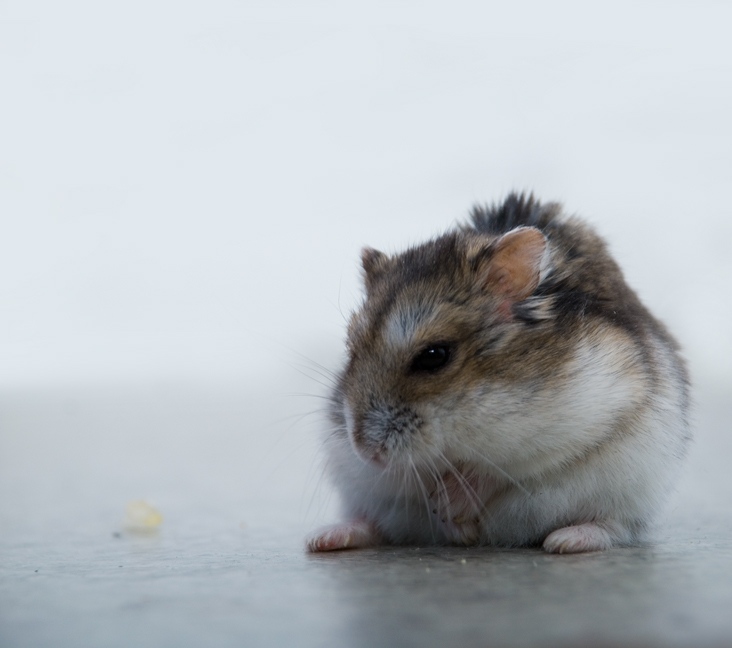
頬嚢をもつハムスター
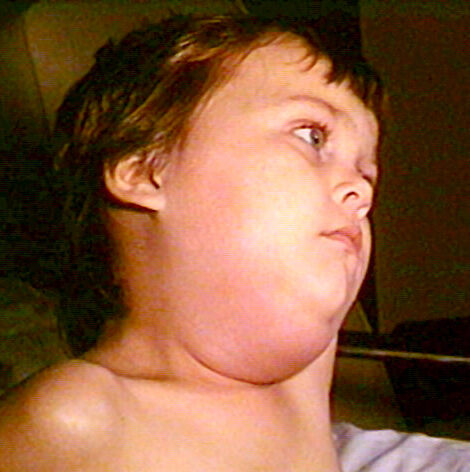
おたふくかぜの耳前部
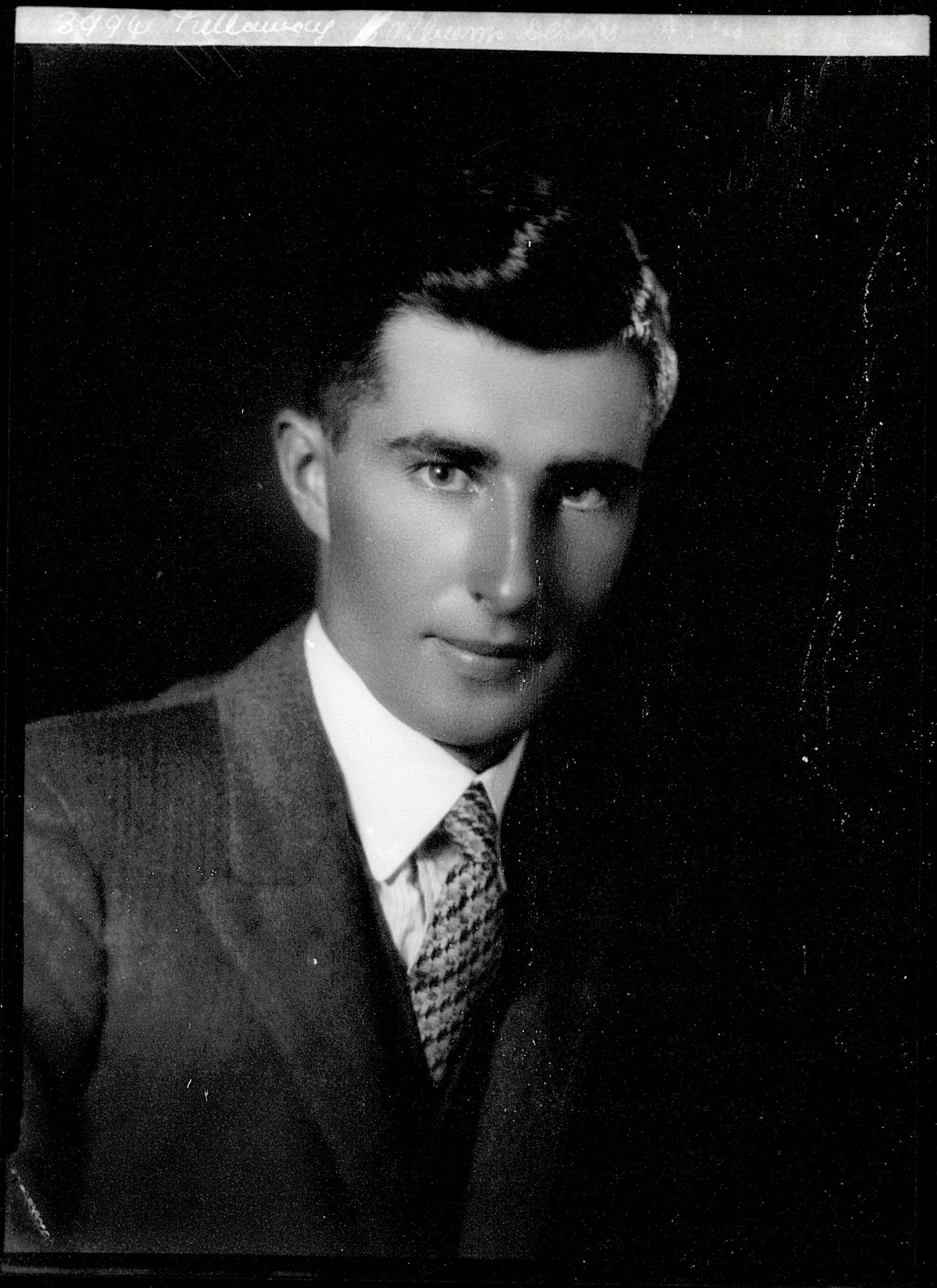
眼窩下部下方の凸

## 機能
頬は咀嚼・呼吸・コミュニケーションにおいて重要な働きを担う。

### 咀嚼機能

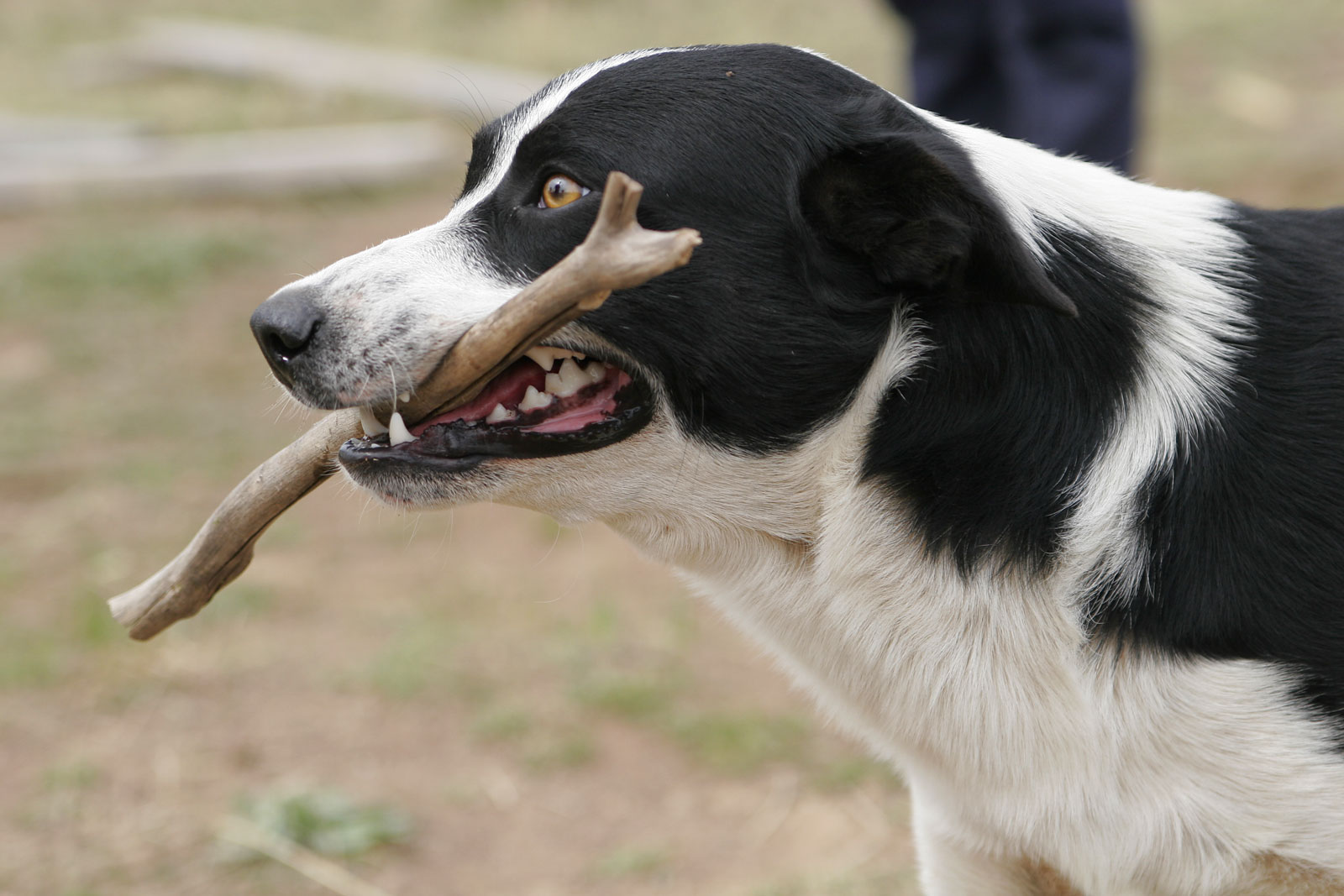
木の枝を咥えるイヌ。物を食べるときには頬を閉める。

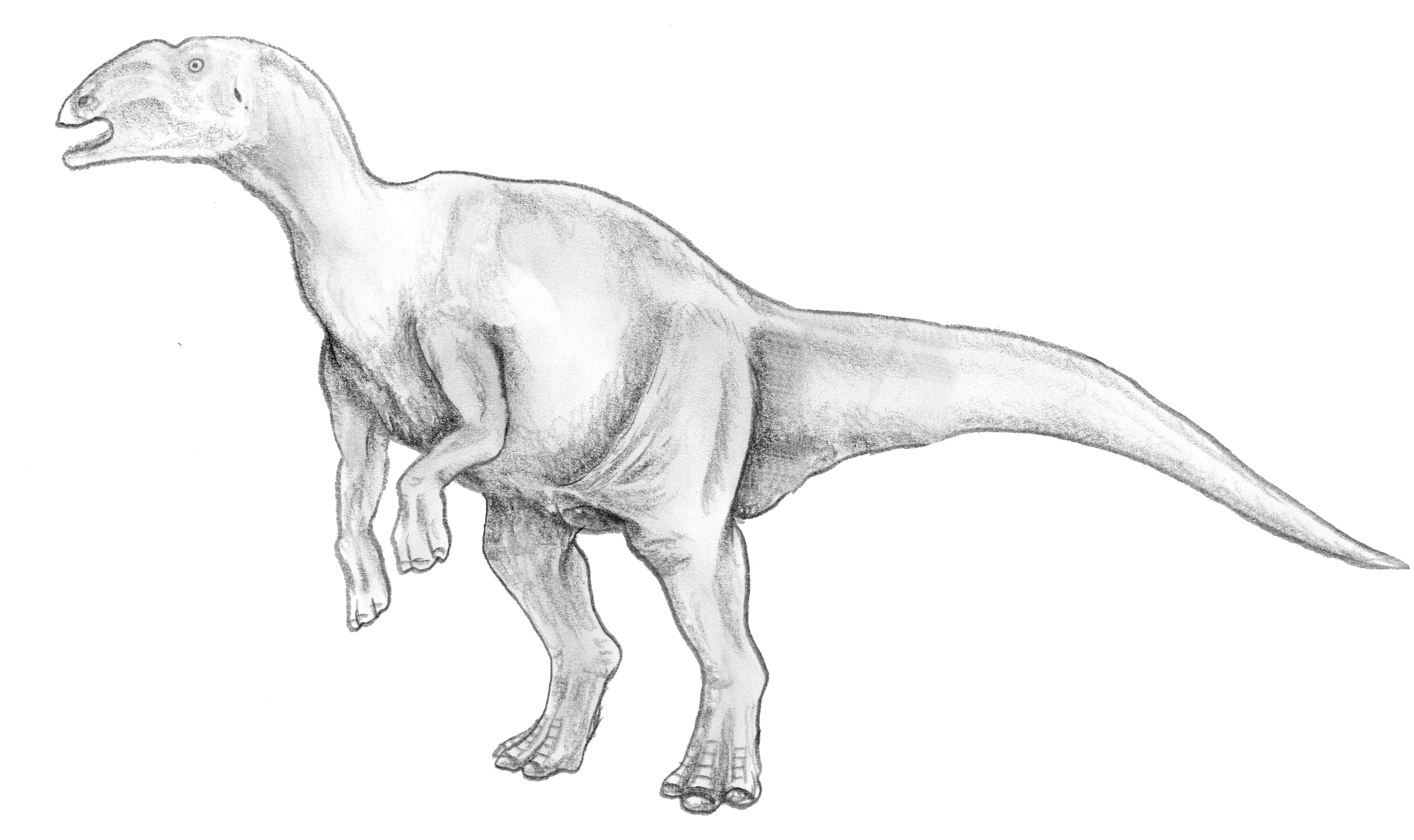
カモノハシ恐竜の一種であるハドロサウルス（生態復元想像図）

頬の一部（頬下顎部）は口腔側壁をなしており、その筋活動は頬を歯列へ押し付ける。咀嚼時のこの作用により食塊が口腔前庭へ逸脱せず効率よく噛み砕ける（咀嚼筋）。咀嚼は、口に入れた食物がこぼれ落ちないようにする覆いとしての頬と、適切な噛み位置に食物を移動させる役割を担う舌が、ともに正しく機能して初めて可能となる。
咀嚼を行う動物を哺乳類に限定して説明がなされる場合が多いが、厳密には、哺乳類の祖先系統にあたる絶滅動物群も該当する。また、植物食性の恐竜などといった他系統の動物にもそのような例はある（例えばカモノハシ恐竜の類いなどの生態復元想像図は、頬を具えた姿で描かれることが多い）。なお、頬を持たない動物は、海鳥やヘビがそうであるように食物を丸呑みにするか、猛禽類やデスロールを行うワニがそうであるように引きちぎることによって適当な大きさに加工した上で呑み込むという方法を執る。

### 呼吸機能
頬の一部（頬下顎部）は口腔側壁をなしており、その筋活動は頬を歯列へ押し付ける。呼吸時のこの作用により空気が頬を膨らまさずスムーズに気道と行き来できる。

### コミュニケーション機能
ヒトおよびヒトに近縁の霊長類（類人猿、ヒト上科）は、頬の内側にあってよく発達した頬筋を動かすことによって喜怒哀楽の感情を巧みに表現する。特に、左右非対称の形を作ることで不満や怒りを表現することは可動性の高い頬筋があってこそである。

## 生物
頬は生物の頭部を構成する一要素であり、生物学/生態学的にも注目される。
顔の様々な部位に毛細血管があるが、特に頬（や鼻）あたりの毛細血管は目立つ場所にある。感情が高ぶると、血行が良くなり頬あたりが極端に赤くなる（「紅潮」する、「頬を赤らめる」）人もいる。極端な場合で、本人がそれを苦にしている場合は「赤面症」と言う。加齢に伴い赤みが失われる傾向がある。その原因を血行悪化とする説もある。世界的に見て、寒い地域に住んでいる子供の頬は、寒風の影響を受けて（しもやけ状になり）真っ赤な色をしている場合が多い。
「頬」の字を名に持つ生物としてホホジロザメ（頬白鮫）、ホオジロ（頬白）、ホオズキ（頬突き）などが挙げられる。

## 文化
頬は顔正面の大きな面積を占めることから人間の関心を引き、様々な文化的要素に繋がっている。
特に頬の色や形は注目される。赤く丸い頬はその代表例で、血色の良さからくる健康さや若さ/幼児性を惹起することがある。これを反映して化粧や美術表現でも頬は注目される。頬の代表例な化粧として頬紅が存在し、道化師の化粧は特徴的な頬をもつ。ペコちゃんやアンパンマンがそうであるように、現代的なマスコットキャラクターや子供用アニメキャラクターなどには血色の良い健康的な頬を強調するものが多い。また、そのような特徴は幼児性を描写するにあたって典型的表現の一つともなっている。頬に渦巻き模様などが描かれること（例：天才バカボン）は、漫画文化の影響下では「馬鹿」や「間抜け」を意味する記号的表現である。ただし、世界には凝った化粧を顔面に施す文化を持つ民族も存在し、格好がよいなど肯定的意味のある記号として渦巻き模様やそれに近い模様が用いられる場合もある。またおかめという、女性の健康的な頬を福々しく強調した造形に由来する、日本の民俗が存在する。

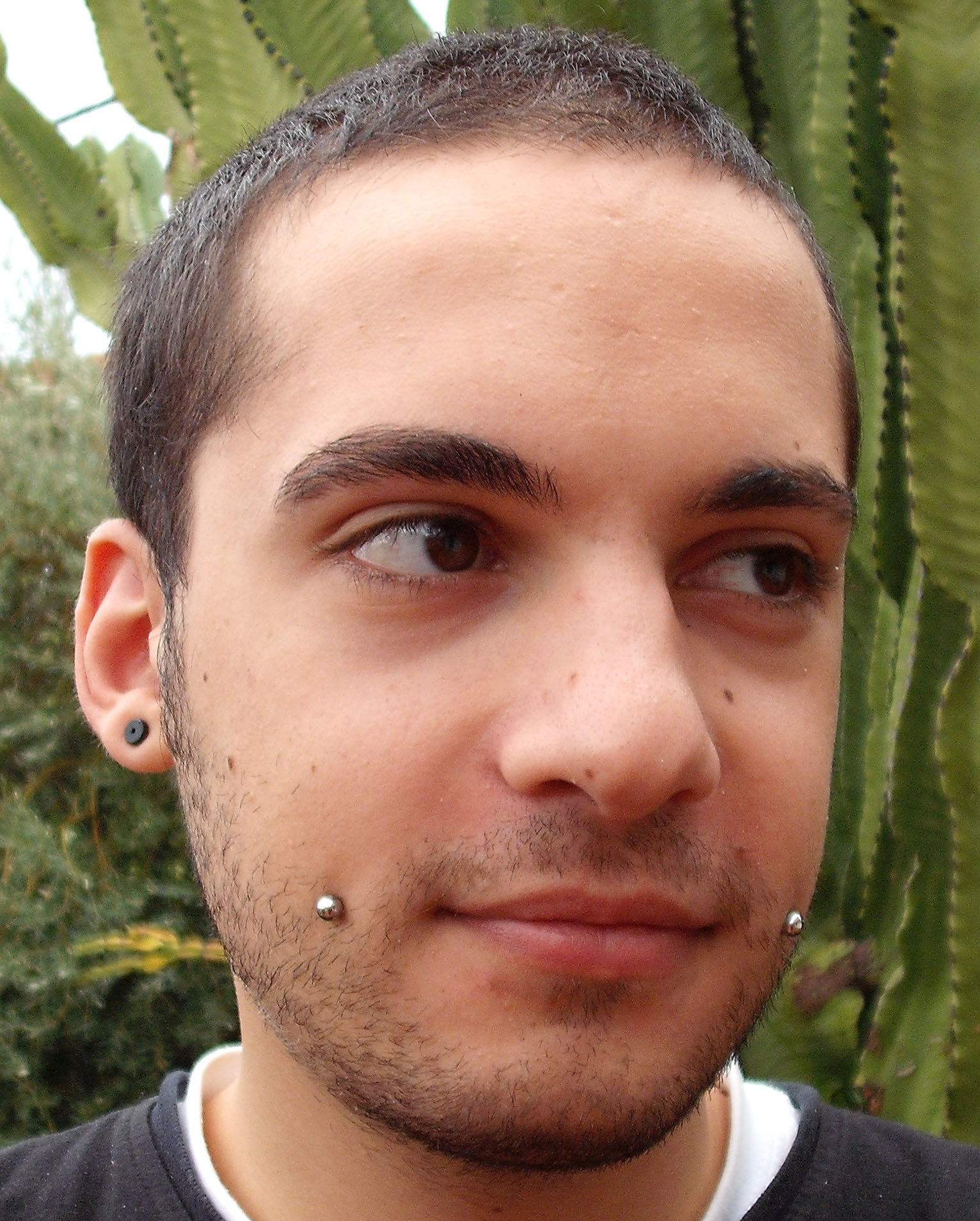
頬にピアスを施した男性

頬が注目を集める部位であることから、自己表現/ファッションのひとつとしてチークピアッシングがある。文化表現としてインドなどでは古来、宗教儀式の一環として頬含む顔面にピアッシングがおこなわれた。アンチ・アイブロウは眼の下辺りの頬に行うピアッシングである。
また頬の身体的な重要性を反映して、頬に装着するものも様々存在する。頬被り（）は防寒や顔を隠すことを目的として頬を覆う布（頭巾、覆面）である。面頬は武士の鎧の一部位で、頬を覆って守る機能を持つ防具である。
頬の重要性を反映して、頬の状態や頬に関する動作を表現する日本語も存在する。痩せて頬肉が減じることを「頬が扱（こ）ける」という。頬を平手打ちすることには「ビンタ」という名前がついている。
また「頬」という語を含む慣用句も多数存在する。以下はその一例である：
- 頬杖（ほおづえ） ：腕を杖に代えて頬の部分で頭を支えること。
- 頬張る ：頬が大きく膨らむほどに口内に物を詰め込む。
- 頬が落ちる、頬が蕩（とろ）ける ：食物の美味しさで至福の状態にあることを、頬の肉が蕩け落ちることに譬える。

食文化としても登場し、頬を形成している肉の部分を指す「頬肉」は日常生活の中では食肉としての頬の肉を指すことが多い。ただし実際に頬を有する動物だけでなく、顔を持つ動物の口周りの肉をも範疇に入れることがある。

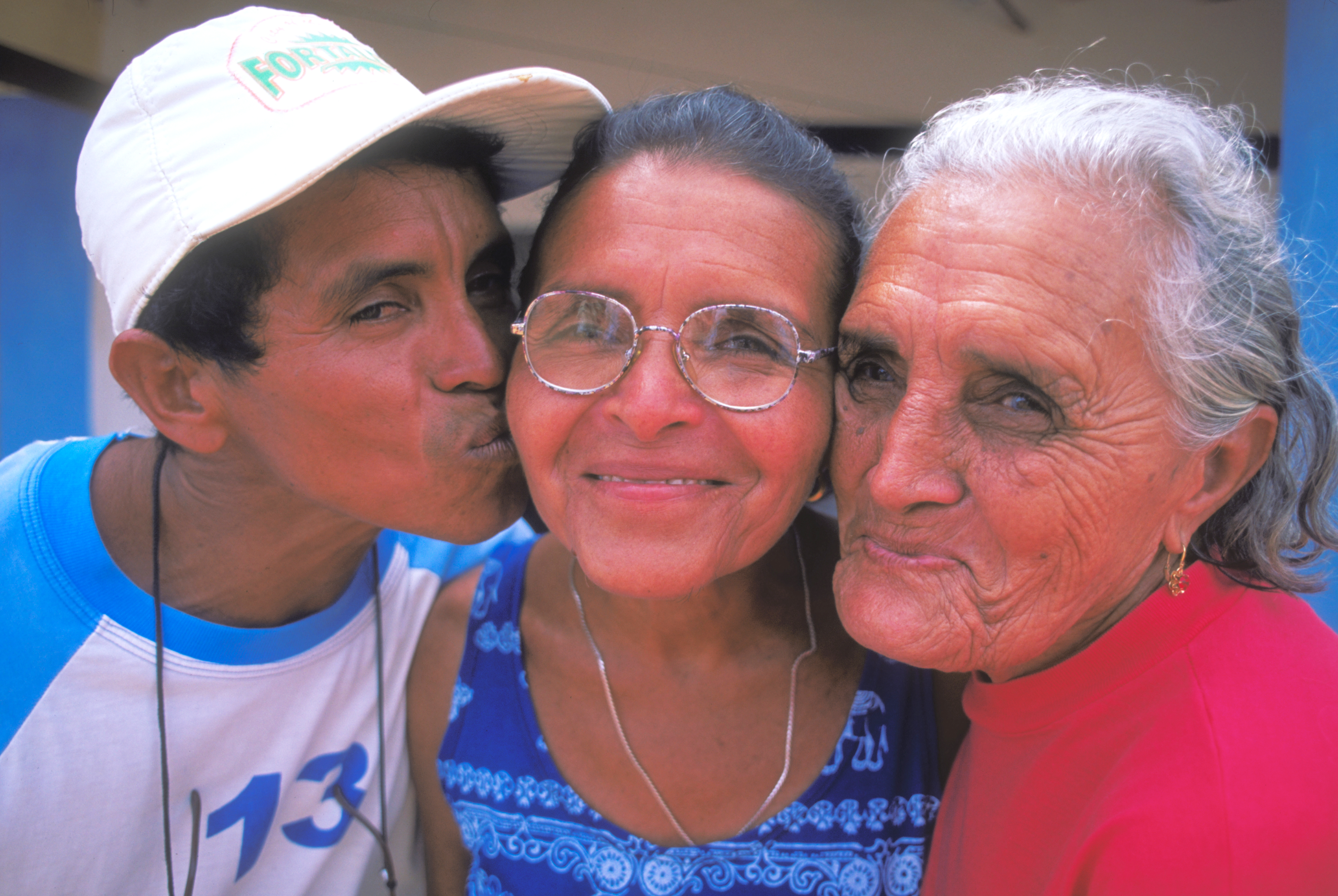
頬ずりしたり、頬にキスをする人々

一般に、頬への接触を許すということは、「相手との心理的な距離が近いと思っている」という意味がある。（頬の場所は、心理学概念の「パーソナルスペース」の中では、「密接距離」に当たる。）

西欧では、親愛を示す挨拶方法のひとつに、（対面して）頬と頬を合わせてキスをする（キスをしたかのような音を唇で出す）、という方法が広く行われている。
また、親しい者同士が親愛の情を示す時、（同じ方向を見るなどして）頬と頬を接触させるという方法がある。（「ほおずり」）。また同様に、家族間、恋人間などでは相手の目を見つめつつ相手の頬を手で優しくなでる、ということが行われることもある。
子供の不満の表現方法のひとつとして（あるいは親しい人同士で、気を許しあって（甘えて）、子供のように不満を表明する方法として）、口を閉じて頬を膨らませる方法がある（「膨れ面」「ふくれっつら」）